# ビビる
ビビるは、かつてワタナベエンターテインメント（デビュー当時は太田プロダクション）に所属していた日本のお笑いコンビ。

## 概要
コンビを組んだきっかけは大内が深夜のNHKのドキュメンタリー番組に出演していた大木の姿を見て興味を持ち、「相方になりたい」と投書したことに始まる。その投書されたハガキが大木の目に留まって結成に至ったものの、デビュー当初の大内はお笑いに関して何も知らない全くの素人であり、大木は大変苦労したという。当初の大木と大内の関係は「相方」というよりも、「芸人と、そのファン」といった感じだった。
1995年に結成後、『笑う犬の冒険』（フジテレビ）など様々なバラエティ番組に出演し人気を博したが、2002年4月に『ビビるの@llnightnippon.com』（ニッポン放送）にて大内が芸能界引退を発表した。
大木によればビビるはコンビではなく「お笑いユニット」であり、ビビるは解散したのではなく大内がビビるを「脱退」したのだとしている。

## メンバー
- 大木 淳（おおき じゅん、1974年9月29日 - ）（50歳）
  - ボケ・ネタ作り担当、立ち位置は向かって左。
  - 大内の引退後はビビる大木に芸名を改め、ピン芸人として活動している。
- 大内 登（おおうち のぼる、1974年6月3日 - ）（50歳）
  - ツッコミ担当、立ち位置は向かって右。
  - 現在はディレクター・テレビプロデューサーに転身、時折大木とも共演することがある[1][2]。

## コンビ解消とその後
コンビとしての最後の出演となった『ビビるの@llnightnippon.com』にて「自分は大木におんぶにだっこだったのではないか」と泣き始めた大内に対し、大木は「そんなことはない」と気遣った。
大内は裏方に回ったために芸能界の表舞台から姿を消しているが、2005年10月26日放送の『空飛ぶグータン〜自分探しバラエティ〜』（関西テレビ）の収録現場でスタジオゲストだった大木に発見され、エンディングロール中の一瞬ながら大内が久々にカメラ前へ姿を見せた。大内の引退後も2人の関係は良く、舞台裏で顔を合わせたときなどは声を掛け合う間柄。また、大内が制作に携わる番組には大木に出演依頼が来ることが多いとのことで、2007年10月1日配信分の『内村さまぁ〜ず』（ミランカ）では、大内がプロデューサーを務めた回のゲストとして大木が出演。同回エンディングで大内も番組に出演し、5年振りに2人でコントを行った。その後、大木がゲストとして出演した回はこれが恒例となり、2008年12月1日配信分、2010年3月1日配信分、2011年3月15日配信分、2012年4月15日配信分のエンディングでも両者が共演してコントを行っている。なお、ラジオ番組『たまむすび』（TBSラジオ、大木が月曜レギュラー）で2012年6月11日から15日まで「相方登場ウィーク」なる企画が組まれたが、それには大内は出演しなかった。
2008年9月30日放送の『笑う犬2008秋』では、はっぱ隊のコントで7年ぶりにそのメンバーとして出演している（ちなみに、引退後にアメリカの番組にはっぱ隊が出演した際は上島竜兵が代役を務めていた）。放送内では復帰の詳細は明かされず、2008年末に発売されたDVDの特典映像にて説明された。
2010年1月6日放送の『笑う犬2010寿』で2年ぶりのはっぱ隊復帰を果たした。
2013年4月19日放送の特番『ビビる大木のオールナイトニッポンGOLD』（ニッポン放送）に大内がゲスト出演した。
2022年1月19日放送の『お笑い実力刃』（テレビ朝日）にて一夜限りの再結成、ネタを披露した。

## 出演
- 加トちゃんマチャミのお台場CHA・CHA!!（フジテレビ）
- A女E女（フジテレビ）
- ブレイクもの!（フジテレビ）
- 空飛ぶ!ネプTビビ（フジテレビ）
- ネプフジ（フジテレビ）
- 快進撃TVうたえモン（フジテレビ）
- 笑う犬の冒険（フジテレビ）
  - 「笑う犬2008秋」（2008年9月30日）
  - 「笑う犬2010寿」（2010年1月6日）
- エブナイ（フジテレビ）
- 明石家マンション物語（フジテレビ）
- ビビるのジャムパラ（日本テレビ）
- 進め!電波少年→進ぬ!電波少年（日本テレビ）
- いろもん（日本テレビ）
- LOVE NET CAFE（日本テレビ）
- ビビるの@llnightnippon.com（ニッポン放送）
- お笑い実力刃（2022年1月19日、テレビ朝日）